# Sinéad Burke
Sinéad Burke (Irlanda, 1990) é uma escritora irlandesa, acadêmica e ativista da deficiência, popular por sua palestra no TED 'Por que o design deveria incluir a todos'. Ela é diretora da organização de consultoria Tilting the Lens, que trabalha para elevar os padrões básicos de acessibilidade, para projetar um mundo equitativo e acessível. Desde 2019, ela é membro do Conselho de Estado Irlandês.
Sinéad lançou seu primeiro livro, Break the Mold, em outubro de 2020. Foi premiado com o prêmio Specsavers de Melhor Livro Infantil do Ano, no An Post Irish Book Awards. Sinéad apareceu na capa da edição 'Forces for Change' da Vogue britânica, editada como convidada pela Duquesa de Sussex. Ela também apareceu na capa do The Business of Fashion, em maio de 2018, ao lado de Kim Kardashian, com uma entrevista como parte da série ‘The Age of Influence’.

## Educação
Sinéad Burke se formou como professora primária, graduando-se no Marino Institute of Education como a primeira da turma e ganhando a medalha Vere Foster. Ela possui mestrado em Produção de Transmissão para TV e Rádio pela IADT.

## Ativismo de moda e design
Aos 16 anos, Sinéad Burke muitas vezes se sentia excluída das conversas e experiências sobre moda devido às escolhas limitadas disponíveis para ela como alguém com acondroplasia, então ela começou a blogar para destacar a natureza exclusiva da indústria da moda.
| “              | As pessoas não me levavam a sério por causa da minha estética física, então comecei a blogar... e a colaborar com a indústria [da moda]. | ” |
| — Sinéad Burke | |   |

Sinéad Burke foi convidada a participar de um evento na Casa Branca intitulado “Design para todos”, onde a administração Obama destacou a intersecção entre moda e deficiência. Sinéad faz campanhas ativas para destacar a importância do design inclusivo em todas as áreas da vida devido aos desafios práticos que enfrenta ao viver e mover-se num mundo que não foi concebido para pessoas com deficiência. “O design é um privilégio enorme, mas é uma responsabilidade maior ainda”.
Em 2012, Sinéad Burke como Miss Minnie Mélange venceu a competição final de Miss Irlanda Alternativa.
Em 2019, Sinéad se tornou a primeira pessoa com acondroplasia a participar do Met Gala.
Ela foi uma das 15 mulheres selecionadas para aparecer na capa da edição de setembro de 2019 da Vogue britânica, pela editora convidada Meghan, Duquesa de Sussex.
Sinéad Burke é embaixadora da Sociedade Irlandesa para a Prevenção da Crueldade contra Crianças e das Guias Irlandesas. Em 4 de abril de 2019, Michael D. Higgins, o Presidente da Irlanda, nomeou-a para o seu Conselho de Estado.
Sinéad Burke fez parte da coleção Finding Power de Joe Caslin exibida na Galeria Nacional da Irlanda.
Sinéad apareceu no programa de longa data da BBC Radio 4, Desert Island Discs (apresentado por Lauren Laverne) no domingo, 17 de maio de 2020. Seu item de luxo era o colar especial que cada membro feminino de sua família imediata possui.
Em 2023, Sinéad Burke reapareceu na capa da Vogue britânica com quatro outros ativistas com deficiência para destacar o artigo da revista "Reenquadrando a moda: dinâmica, ousada e deficiente".

## Podcast
Em outubro de 2019, Sinéad Burke lançou As Me with Sinéad, uma série de podcasts da rede Lemonada Media focada em empatia, identidade e percepção por meio de entrevistas em profundidade. Sinéad é a apresentadora do programa e Jessica Cordova Kramer, do Pod Save the People, é a produtora executiva.
Os convidados de As Me incluíram Victoria Beckham, Jamie Lee Curtis, Jameela Jamil, Hozier, Akilah Hughes, Riz Ahmed, Mara Wilson, Radhika Jones, Tig Notaro, Dan Levy e Florence Welch. Cada convidado explicou como é ser ele mesmo, com a intenção declarada de desafiar preconceitos e aprofundar a humanidade.

## Break The Mold
Em 28 de maio de 2020, Sinéad Burke anunciou seu novo livro infantil, Break The Mold, que conteria lições para adultos e também para crianças sobre ser diferente. Sinéad escreveu enquanto estava confinada durante a pandemia de COVID-19.
Break The Mold foi lançado em 15 de outubro, onde as vendas pré-encomendadas já o colocaram como um best-seller.
Em novembro de 2020, Break The Mold foi anunciado como o vencedor da categoria 'Livro Infantil do Ano Specsavers - Sênior', no An Post Irish Book Awards 2020.

## Reconhecimento
Ela foi reconhecida como uma das 100 mulheres da BBC em 2019.